# Elecciones municipales de 2019 en Burgos
Las Elecciones municipales de 2019 en Burgos se celebraron en Burgos el domingo 26 de mayo, de acuerdo con el Real Decreto de convocatoria de elecciones locales en España dispuesto el 1 de abril de 2019 y publicado en el Boletín Oficial del Estado el 2 de abril. Se eligieron los 27 concejales del pleno del Ayuntamiento de Burgos, a través de un sistema proporcional (método d'Hondt), con listas cerradas y un umbral electoral del 5%.

## Resultados
Los resultados completos correspondientes al escrutinio definitivo se detallan a continuación:
| Candidatura                   | Candidatura                              | Votos  | %                               | Escaños                         |
| ----------------------------- | ---------------------------------------- | ------ | ------------------------------- | ------------------------------- |
|                               | Partido Socialista Obrero Español (PSOE) | 33090  | 36,63                           | 11                              |
|                               | Partido Popular (PP)                     | 23700  | 26,23                           | 7                               |
|                               | Ciudadanos-Partido de la Ciudadanía (Cs) | 15425  | 17,07                           | 5                               |
|                               | Vox (Vox)                                | 6556   | 7,26                            | 2                               |
|                               | Podemos-Equo (Podemos-Equo)              | 6064   | 6,71                            | 2                               |
| Imagina Burgos                | Imagina Burgos                           | 4273   | 4,73                            | 0                               |
| Vecinos                       | Vecinos                                  | 786    | 0,87                            | 0                               |
| UPYD-Contigo Somos Democracia | UPYD-Contigo Somos Democracia            | 355    | 0,39                            | 0                               |
| Partido Libertario (P-LIB)    | Partido Libertario (P-LIB)               | 99     | 0,11                            | 0                               |
| Votos en blanco               | Votos en blanco                          | 1040   | 0,93                            | n/a                             |
| Votos válidos                 | Votos válidos                            | 91 338 | 99,12                           | 27                              |
| Votos nulos                   | Votos nulos                              | 796    | Participación: \| \| 67,14 % \| | Participación: \| \| 67,14 % \| |
| Votantes                      | Votantes                                 | 92184  | Participación: \| \| 67,14 % \| | Participación: \| \| 67,14 % \| |
| Electores                     | Electores                                | 137291 | Participación: \| \| 67,14 % \| | Participación: \| \| 67,14 % \| |
|                               | 67,14 %                                  |        |                                 |                                 |

## Acontecimientos posteriores
Investidura del alcalde
Partido Popular y Ciudadanos presentaron el 14 de junio un acuerdo para formar un gobierno municipal de coalición en el que se investiría a Vicente Marañón de Ciudadanos como alcalde y posteriormente se nombraría a Javier Lacalle del PP vicealcalde. Este acuerdo, formaba parte de uno a mayor nivel en el que el PP entregaría a Ciudadanos las alcaldías de Burgos y Palencia, a cambio de mantener sendas Diputaciones Provinciales y la Junta de Castilla y León. Pero en el ayuntamiento de Burgos se daba la circunstancia de que se necesitaba sumar los votos de Vox, para superar la suma de las fuerzas de izquierda. 
En la votación de investidura que tuvo lugar en la sesión plenaria constitutiva de la corporación municipal  celebrada el 15 de junio de 2019, Daniel de la Rosa resultó inesperadamente elegido alcalde de Burgos con mayoría simple de los votos de los concejales (13 votos, uno menos que la mayoría absoluta) al recibir los votos de los grupos municipales del PSOE y Podemos-Equo; Vicente Marañón recibió 12 votos por parte de Ciudadanos y el Partido Popular y Ángel Martín obtuvo los 2 de Vox su formación. El ya exalcalde Javier Lacalle hizo entrega del bastón de mando al nuevo alcalde socialista, poniendo fin a dieciséis años de gobiernos populares.
| Candidatos a la alcaldía | Votos |
| ------------------------ | ----- |
| Daniel de la Rosa        | 13/27 |
| Vicente Marañón          | 12/27 |
| Angel Martín             | 2/27  |